# جان فرینک
جان فرینک (به انگلیسی: John Frink؛ زادهٔ ۵ مهٔ ۱۹۶۴) یک تهیه‌کننده تلویزیونی، مدیر اجرایی تولید، و فیلم‌نامه‌نویس اهل ایالات متحده آمریکا است. او قسمت‌های متعددی از پویانمایی کمدی موقعیت سیمپسون‌ها را با همکاری از همکار سابقش دن پاین نوشته است. فرینک و پاین کار تلویزیونی شان را با نوشتن برای کمدی موقعیت کوتاه امید و گلوریا آغاز کردند. آن‌ها اولین قسمت برای سیمپسون‌ها را در سال ۲۰۰۰ نوشتند، فرینک هنوز در اجرا به عنوان نویسنده و مدیر اجرایی تولید فعالیت می‌کند.

## جوایز
فرینک برنده جوایز متعددی برای کارش در سیمپسون‌ها شده و همچنین چندین بار نامزد جوایز بوده است.
| سال  | جایزه                        | دسته                                           | سری       | یادداشت                                                | نتیجه    | یادکرد. |
| ---- | ---------------------------- | ---------------------------------------------- | --------- | ------------------------------------------------------ | -------- | ------- |
| ۲۰۰۰ | جایزه امی ساعات پربیننده     | برنامه پویانمایی برجسته (برای کمتر از یک ساعت) | سیمپسون‌ها | به عنوان تهیه کننده                                    | برنده    | [ ۱ ]   |
| ۲۰۰۱ | جایزه امی ساعات پربیننده     | برنامه پویانمایی برجسته (برای کمتر از یک ساعت) | سیمپسون‌ها | به عنوان تهیه کننده                                    | برنده    | [ ۱ ]   |
| ۲۰۰۲ | جایزه امی ساعات پربیننده     | برنامه پویانمایی برجسته (برای کمتر از یک ساعت) | سیمپسون‌ها | به عنوان مدیر ناظر                                     | نامزدشده | [ ۱ ]   |
| ۲۰۰۳ | جایزه امی ساعات پربیننده     | برنامه پویانمایی برجسته (برای کمتر از یک ساعت) | سیمپسون‌ها | به عنوان مدیر اجرایی همکاری                            | برنده    | [ ۱ ]   |
| ۲۰۰۳ | جایزه انجمن نویسندگان آمریکا | پویانمایی                                      | سیمپسون‌ها | برای قسمت "بارت چیزی را که می‌خواهد میخواهد"            | نامزدشده | [ ۲ ]   |
| ۲۰۰۴ | جایزه امی ساعات پربیننده     | برنامه پویانمایی برجسته (برای کمتر از یک ساعت) | سیمپسون‌ها | به عنوان مدیر اجرایی همکار                             | نامزدشده | [ ۱ ]   |
| ۲۰۰۵ | جایزه امی ساعات پربیننده     | برنامه پویانمایی برجسته (برای کمتر از یک ساعت) | سیمپسون‌ها | به عنوان مدیر اجرایی همکار                             | نامزدشده | [ ۱ ]   |
| ۲۰۰۶ | جایزه امی ساعات پربیننده     | برنامه پویانمایی برجسته (برای کمتر از یک ساعت) | سیمپسون‌ها | به عنوان مدیر اجرایی همکار                             | برنده    | [ ۱ ]   |
| ۲۰۰۶ | جایزه انجمن نویسندگان آمریکا | پویانمایی                                      | سیمپسون‌ها | برای قسمت "دختری که خیلی کم می‌خوابید"                  | نامزدشده | [ ۳ ]   |
| ۲۰۰۷ | جایزه امی ساعات پربیننده     | برنامه پویانمایی برجسته (برای کمتر از یک ساعت) | سیمپسون‌ها | به عنوان مدیر اجرایی همکار                             | نامزدشده | [ ۱ ]   |
| ۲۰۰۷ | جایزه انجمن نویسندگان آمریکا | پویانمایی                                      | سیمپسون‌ها | برای قسمت "باب ایتالیایی"                              | برنده    | [ ۴ ]   |
| ۲۰۰۸ | جایزه امی ساعات پربیننده     | برنامه پویانمایی برجسته (برای کمتر از یک ساعت) | سیمپسون‌ها | به عنوان مدیر اجرایی همکار                             | برنده    | [ ۱ ]   |
| ۲۰۰۸ | جایزه انجمن نویسندگان آمریکا | پویانمایی                                      | سیمپسون‌ها | برای قسمت "ایست، وگرنه سگ من شلیک می کنه"              | نامزدشده | [ ۵ ]   |
| ۲۰۰۹ | جایزه امی ساعات پربیننده     | برنامه پویانمایی برجسته (برای کمتر از یک ساعت) | سیمپسون‌ها | به عنوان مدیر اجرایی همکار                             | نامزدشده | [ ۱ ]   |
| ۲۰۰۹ | جایزه انجمن نویسندگان آمریکا | سری کمدی                                       | سیمپسون‌ها | به عنوان عضوی از نویسندگان                             | نامزدشده | [ ۶ ]   |
| ۲۰۱۰ | جایزه امی ساعات پربیننده     | برنامه پویانمایی برجسته (برای کمتر از یک ساعت) | سیمپسون‌ها | به عنوان مدیر اجرایی همکار                             | نامزدشده | [ ۱ ]   |
| ۲۰۱۰ | جایزه انجمن نویسندگان آمریکا | پویانمایی                                      | سیمپسون‌ها | برای قسمت "انی تینی مایا، مو"                          | نامزدشده | [ ۷ ]   |
| ۲۰۱۰ | جایزه آنی                    | نویسندگی در یک محصول تلویزیونی                 | سیمپسون‌ها | برای قسمت "سرقت پایگاه اول"                            | نامزدشده | [ ۸ ]   |
| ۲۰۱۱ | جایزه امی ساعات پربیننده     | برنامه پویانمایی برجسته (برای کمتر از یک ساعت) | سیمپسون‌ها | به عنوان مدیر اجرایی و نویسنده قسمت "پدر عصبانی: فیلم" | نامزدشده | [ ۱ ]   |